# Kodeks Selden

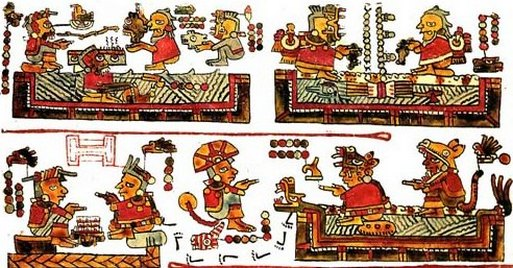
Fragment ze strony z Kodeksu Selden

Kodeks Selden I i II – nowożytne dokumenty opisujące genealogię misteckich królów. Są to rękopisy roszczeniowe o zagarnięte ziemie przez hiszpańskich konkwistadorów.

## Opis
Kodeks Selden zwany również Kodeksem Ańute, został napisany w tradycyjnej formie harmonijkowej. Kodeks Selden I datowany jest na lata zaraz po 1556 a Kodeks Selden II na pierwszą połowę XVI wieku. Przeznaczony był dla hiszpańskich i indiańskich władz jako dokument roszczeniowy i dowód dla odzyskania zagrabionych przez konkwistadorów ziem lub jako dokument zapisu sporu pomiędzy miastami.
Jednym z miast jest Zahuatlan, przedstawiany w kodeksie za pomocą znaku  wzgórza na którym tańczy człowiek, oznaczający Misteków Zahuatlan. Drugie miasto – Jaltepec, jest przedstawiane jako zwycięzca. W Kodeksie miasto Zahuatlan składa hołd Jaltepec. Na podstawie informacji zawartych w manuskrypcie uważa się, iż kodeks powstał na zlecenie Jaltepec i dlatego też często Kodeks Selden nazywany jest Kodeksem Ańute od nazwy Indian Misteków Jaltepec. Niektóre badania stwierdzają, iż częściowo kodeks jest palimpsetem, czyli został namalowany na innym starszym dokumencie uprzednio wymazanym.
Kodeks Selden I zawiera historię i genealogie sięgającą od roku 783 do 1556 ludu Misteckiego zwanego Chmurą Wypluwającą Góry, identyfikowanego z Mistekami Añute Jaltepec z Mixtec Alta w Oaxaca.
Kodeks Selden II zawiera pomalowane informacje z regionu Coixtlahuaca, posiadające elementy zarówno Misteckie jak i Azteckie, na temat mitów powstania i podróży boskich antenatów, aż do czasu założenia pierwszej osady. Na pierwszych stronach, prawdopodobnie części oryginalnego wcześniejszego rękopisu, znajduje się mit stworzenia na którym przedstawione są symbole poszczególnych bóstw. Na uwagę zasługuje jednak jedna postać nie występująca nigdzie indziej, nazwana bóstwem Nuhu, prawdopodobnie związanym z późniejszym bóstwem azteckim Huitzilopochtli. Bóstwo to przewija się przez trzy strony kodeksy i występuje w różnych sytuacjach w towarzystwie innych bogów min. Ehecatla. Kodeks Selden II znajduje się w Bibliotece imienia Sir Thomasa Bodleya na Uniwersytecie Oksfordzkim.

## Historia
Kodeks Selden I znajduje się obecnie w Bibliotece Bodlejańskiej. Wcześniej należał do  brytyjskiego prawnika i erudyty Johna Seldena, którego bogate zbiory zostały po śmierci kolekcjonera przekazane oksfordzkiej bibliotece. Kodeks namalowano w XVI wieku. Ostatnia genealogiczna data mistecka znajdująca się na manuskrypcie została odczytana jako rok 1556. Prawdopodobnie powstał w Dolinie Nochixtla przez Indian z Jaltepec należących do grupy Misteków Alta z Oaxaca. 
Po raz pierwszy raz został opublikowany przez lorda Kingsborough, w jego monumentalnym dziele Antiquities of Mexico. Jego prezentacja nie był pełna i zawierała jedynie traktat ziemski władcy Sześć Małpa. Pełna fotograficzna kopia została opublikowana dopiero w 1964 roku przez Alfonso Caso.